# Библиотека университета Брауншвейга
Библиотека университета Брауншвейга (также Библиотека Брауншвейгского технического университета; нем. Universitätsbibliothek Braunschweig) — публичная научная библиотека, являющаяся частью Брауншвейгского технического университета (TU Braunschweig), расположенного в Нижней Саксонии; была основана в 1748 году как библиотека «Collegium Carolinum» и является старейшей библиотекой технического университета или колледжа в Германии; центром книжной коллекции при основании стала Бланкенбургская библиотека герцога Людвига Рудольфа. Библиотека была значительно расширена и модернизирована в середине 1960-х годов, став крупнейшей библиотекой в регионе: сегодня хранит 2,4 миллиона носителей информации, включая более 1,46 миллиона книг.

## История
Библиотека университета Брауншвейга была основана в 1748 году как библиотека «Collegium Carolinum» — предшественника самого университета. Историческое ядро книжной коллекции восходит к Бланкенбургской библиотеки, собранной герцогом Людвигом Рудольфом Брауншвейг-Вольфенбюттельским. Аббат Иоганн Фридрих Вильгельм Иерузалем, являвшийся активным участником создания учебного заведения, отобрал книги из библиотеки герцога в Бланкенбурге. В литературе часто повторялось утверждение о том, что первые фонды библиотеки также содержали книги из библиотеки герцога Антона Ульриха Брауншвейг-Вольфенбюттельского в Зальцдалуме (Schloss Salzdahlum), но данное утверждение не может быть подтверждено архивными документами. Первый, вероятно неточный, библиотечный каталог за 1778 год насчитывал 3715 томов; на рубеже веков запасы выросли примерно до 5000 книг, а к 1875 году — примерно до 10 000.
Несколько десятилетий библиотека зависела от подарков и пожертвований — как от самих герцогов, так и от уезжавших студентов «коллегии». В XIX веке задокументированы три значительных пополнения. В 1815 году в Брауншвейг поступили книги из фондов библиотеки аббатства Риддагсхаузен; год спустя к ним была добавлена часть библиотеки распущенного университета Хельмштедта. Кроме того, 4 февраля 1886 года книжная коллекция «Общества естествознания» (Vereins für Naturwissenschaft) была передан в ведение университетской библиотеки.

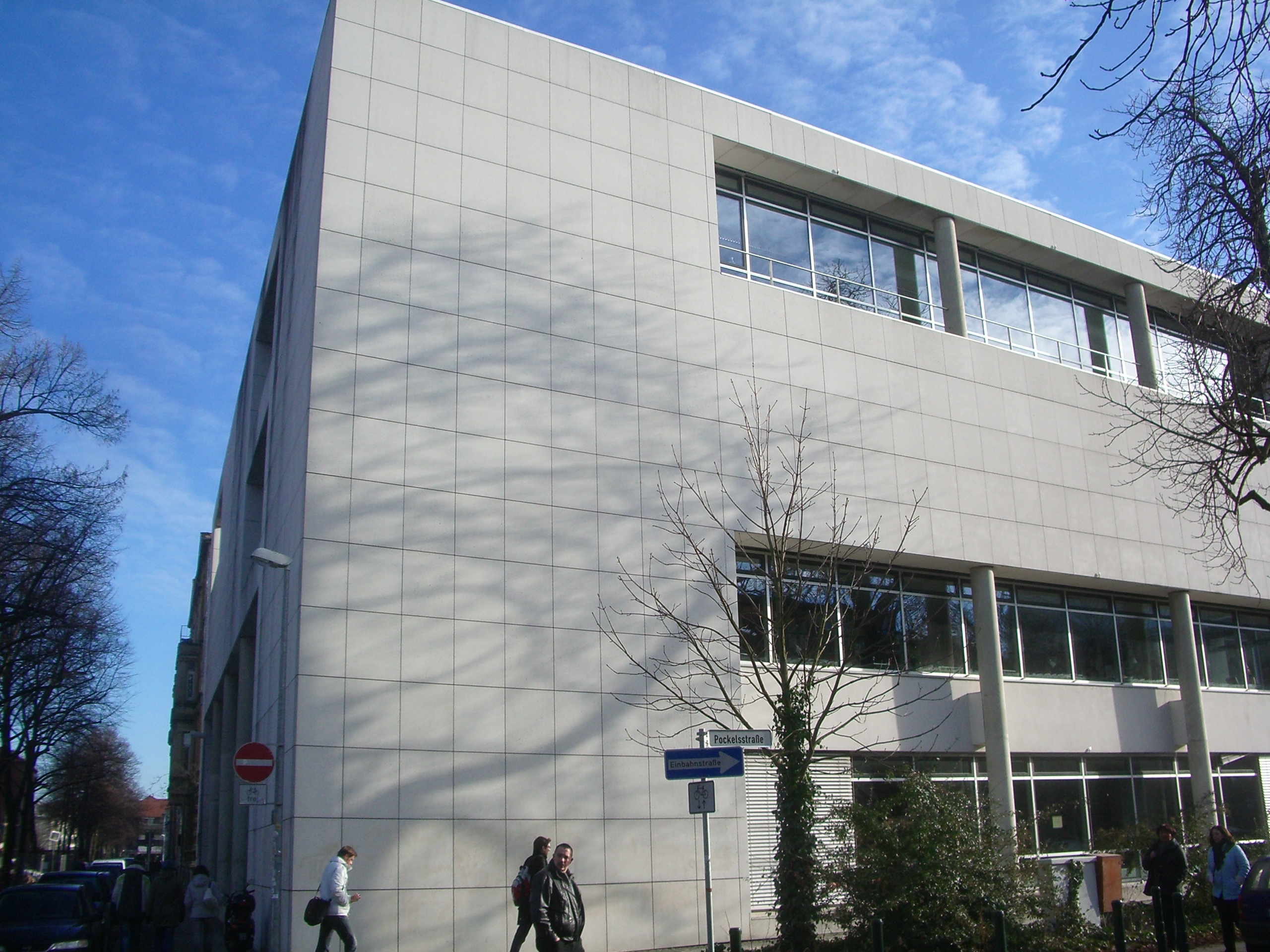
Здание библиотеки

Текущий список исторических книг не отражает раннее собрание, поскольку до конце XIX века многие книги из фондов отдавались или продавались — из-за нехватки места и финансовых средств. Так в 1897 году библии из библиотеки монастыря Риддагсхаузен были переданы библиотеке в Вольфенбюттеле. Вторые экземпляры и литература, не соответствовавшая собранию библиотеки технического университета, продавались вплоть до 1924 года.
Во время Второй мировой войны, в 1943 году, 100 000 томов была переданы из Брауншвейга в другие места хранения: в результате за годы войны было уничтожено только 7 % фондов. Однако, во время бомбардировок города в октябре 1944 и в марте 1945 года, были утеряны три четверти всех диссертаций и всё собрание патентов. Библиотека смогла восстановить свою работу уже в июне 1945 года; фонды, переданные в коммуны Ингелебен и Йерксхайм, были возвращены в августе того же года. К 1950 году было заново каталогизировано только 70 928 книг из примерно 130 000 томов, имевшихся в библиотеке. После очередного переезда, состоявшегося в 1953 году, библиотека смогла занять собственное помещение в 1971. В момент последнего переезда приблизительно 400 000 томов были собраны с семи разных мест хранения.